# Cento giorni/Tutto nero
Cento giorni/Tutto nero è un singolo di Caterina Caselli, pubblicato nel 1966.

## Descrizione
Entrambi i brani sono presenti nel film musicarello dal titolo Perdono; inoltre Cento giorni venne anche inserita in Io non protesto, io amo.
In entrambi i brani l'orchestra è diretta dal maestro Gianfranco Monaldi.
Il brano sul lato B, Tutto nero, è la cover di "Paint It Black" dei Rolling Stones, con un testo simile all'originale ma con una differenza: il protagonista vuole dipingere il mondo tutto nero perché lei se ne è andata, mentre nella versione italiana la protagonista, abbandonata, vede sparire tutti i colori del mondo.
Il gruppo Musica Nuda ha eseguito dal vivo la cover di Tutto nero, con il testo della versione della Caselli.

## Tracce
LATO A
1. Cento giorni (testo: Mogol – musica: Piero Soffici)

LATO B
1. Tutto nero (testo: Luciano Beretta – musica: Mick Jagger e Keith Richards)

## Accoglienza
| Classifica (1966) | Posizione settimanale | Posizione annuale | Artista          |
| ----------------- | --------------------- | ----------------- | ---------------- |
| Italia            | 8                     | 38                | Caterina Caselli |

| Classifica (1966) | Posizione settimanale | Posizione annuale | Artista        |
| ----------------- | --------------------- | ----------------- | -------------- |
| Italia            | 7                     | 28                | Rolling Stones |